# NGC 2758
NGC 2758 је спирална галаксија у сазвежђу Хидра која се налази на NGC листи објеката дубоког неба.
Деклинација објекта је - 19° 2' 34" а ректасцензија 9h 5m 31,1s. Привидна величина (магнитуда) објекта NGC 2758 износи 13,3 а фотографска магнитуда 14,0. Налази се на удаљености од 27,383 милиона парсека од Сунца. NGC 2758 је још познат и под ознакама ESO 564-20, MCG -3-23-19, IRAS 09032-1850, PGC 25515.